# Graben (Baviera)
Graben é um município da Alemanha, localizado no distrito Augsburg, no estado de Baviera.